# Nutrición de hierro en plantas
La nutrición de hierro en plantas consiste en el requerimiento fisiológico de hierro por parte de las plantas, si bien es necesario para otros seres vivos. El hierro es uno de los elementos más abundantes del planeta. Es necesario para todo ser vivo, pero en cantidades pequeñas; en cantidades elevadas es tóxico, por lo que todos los organismos controlan muy de cerca la cantidad de hierro que adquieren. Por esta razón, se trata de un micronutriente.  El hierro tiene varios estados de oxidación (o valencia química) lo cual lo hace muy versátil para distintas reacciones químicas necesarias para mantener los organismos funcionando correctamente. 
El hierro es muy importante para la nutrición humana. Es lo que le da el color rojo a la sangre. Cuando los humanos no consumimos cantidades adecuadas de hierro nos da una enfermedad llamada anemia, la cual es una de las enfermedades más prevalentes en el mundo.

## Hierro en plantas y humanos
La gran mayoría de seres humanos en el planeta basan la gran parte de su nutrición en plantas. Aunque las plantas contienen hierro, la cantidad de hierro es muy pequeña y pocas veces es suficiente para contribuir las necesidades de hierro de una persona adulta. Muy pocas sociedades (notablemente la de Estados Unidos de América) basan una gran parte de su dieta en carne, la cual es rica en hierro.

## Adquisición de hierro por plantas
Las plantas necesitan hierro para sobrevivir. Este es muy común en el suelo pero muy difícil de adquirir por ellas, pues se encuentra comúnmente como material insoluble (forma química Fe(III). Por lo tanto, las plantas han desarrollado dos estrategias distintas para obtener hierro del suelo:

### Estrategia I
Las plantas dicotiledóneas y las monocotiledóneas que no son crasas utilizan la llamada estrategia I para la adquisición de hierro del suelo. Las plantas utilizan o activan tres distintos genes para obtener hierro del suelo. Cada uno de ellos tiene una función distinta y específica:

#### Acidificación del pH de la rizósfera
Apenas las plantas detectan que se hallan bajo deficiencia de hierro, activan una "bomba de protones" o, mejor dicho, un gen cuya función es la de inyectar/transportar protones desde dentro de la raíz hacia el suelo que rodea la raíz. Este gen aún no ha sido identificado. 
Al incrementarse el número de protones en el suelo, este se acidifica ligeramente. Esta acidez provoca que una pequeña parte del hierro, que se encuentra en la forma insoluble férrica, pase a ser soluble en el agua, como forma ferrosa y líquidos orgánicos cercanos a la raíz.

#### Reducción del hierro de férrico a ferroso
Una vez que esta ínfima cantidad de hierro ha pasado a ser soluble, se moviliza y entra en contacto con la superficie o epidermis de la raíz. Ahí se expresa otro gen, llamado FRO2 en el organismo modelo Arabidopsis thaliana, que se encarga de reducir el estado oxidativo de férrico a ferroso. Este cambio es de mucha importancia para la planta, ya que ésta gasta una gran cantidad de energía para llevarlo a cabo. 

#### Absorción del hierro por la raíz de la planta
Una vez que el hierro está en estado ferroso, la planta puede absorberlo, pues fácilmente entra en contacto con un transportador especializado en absorber hierro y zinc que se encuentra en la epidermis de la raíz. Este transportador está codificado por el gen IRT1 en Arabidopsis thaliana.

### Estrategia II
Las plantas crasas, que son plantas monocotiledóneas, adquieren hierro del suelo de una forma distinta, llamada Estrategia II. Las raíces de las plantas que utilizan la Estrategia II emiten al suelo unos compuestos especiales llamados fitoquelatos. Estos compuestos se adhieren o pegan al hierro férrico y este complejo fitoquelato-Fe(III) es soluble, gracias a las características únicas de estos agentes queladores. Una vez que el compuesto ha sido formado, es soluble y móvil en el suelo. Este compuesto es introducido a la planta a través de un canal especial formado por un gen llamado yellow stripe en maíz. La Estrategia II es similar a la utilizada por ciertas bacterias para adquirir hierro del medio ambiente.
- Datos: Q6047219